# Axel Askerlund
Axel Fredrik Askerlund, född 10 maj 1891 i Uppsala, död där 22 juli 1962, var en svensk folkskollärare och målare.
Han var son till stenhuggaren Per Fredrik Askerlund och Hedvig Karlsdotter. Askerlund studerade vid Tekniska skolan i Uppsala och var vid sidan av sitt arbete som lärare verksam som konstnär. Han medverkade i samlingsutställningar med Uplands konstförening. Axel Askerlund är begravd på Uppsala gamla kyrkogård.